# Autorretratos de Edvard Munch
A autorretratística de Edvard Munch é notável. A quantidade de autorretratos por ele pintados o coloca dentre os mais profícuos autorretratistas da História da Arte.
A carreira de Munch estendeu-se de 1880 a 1943. No momento de sua morte, 1.006 de suas pinturas estavam em sua posse. Ele havia deixado todos para a cidade de Oslo quando escreveu seu testamento em 18 de abril de 1940, logo após a ocupação de Oslo, na Noruega, pelas tropas alemãs. Munch morreu em 23 de janeiro de 1944; todas as pinturas legadas são para o Museu Munch.
Munch, ao longo de sua carreira, pintou 43 autorretratos, ¨em muitos se apresenta como doente, triste e solitário¨.

## Lista de Autorretratos de Edvard Munch
| Image | Título em Português                               | Título em Francês                                    | Técnica                           | Dimensão (cm) | Ano       | Localização                                 |
| ----- | ------------------------------------------------- | ---------------------------------------------------- | --------------------------------- | ------------- | --------- | ------------------------------------------- |
|       | Autorretrato                                      | Autoportrait                                         | Óleo sobre tela                   | 26x19         | 1882      | Munchmuseet, Oslo, Noruega                  |
|       | Autorretrato                                      | Autoportrait                                         | Óleo sobre tela                   |               | 1882-1883 | Oslo, Noruega                               |
|       | Autorretrato                                      | Autoportrait                                         | Óleo sobre tela                   | 33x24.5       | 1886      | Galeria Nacional da Noruega, Noruega        |
|       | Autorretrato                                      | Autoportrait                                         | Óleo sobre tela                   | 77.5x52       | 1888?     | Munchmuseet, Oslo, Noruega                  |
|       | Desespero                                         | Désespoir                                            | Óleo sobre tela                   |               | 1894      | Munchmuseet, Oslo, Noruega                  |
|       | Autorretrato sob a máscara de uma mulher          | Autoportrait sous le masque d'une femme              | Óleo sobre tela                   |               | 1893      | Munchmuseet, Oslo, Noruega                  |
|       | Autorretrato com Cigarro                          | Autoportrait avec cigarette                          | Óleo sobre tela                   | 110,5x85      | 1895      | Galeria Nacional da Noruega, Noruega        |
|       | Autorretrato no inferno                           | Autoportrait en enfer                                | Óleo sobre tela                   |               | 1903      | Munchmuseet, Oslo, Noruega                  |
|       | Autorretrato com uma garrafa de vinho             | Autoportrait avec une bouteille de vin               | Óleo sobre tela                   | 110x120       | 1906      | Munchmuseet, Oslo, Noruega                  |
|       | Autorretrato de perfil                            | Autoportrait de profil                               | Óleo sobre tela                   |               | 1907      | Munchmuseet, Oslo, Noruega                  |
|       | A morte de Marat I (Munch)                        | La Mort de Marat I                                   | Óleo sobre tela                   | 150x199       | 1907      | Munchmuseet, Oslo, Noruega                  |
|       | A morte de Marat II (Munch)                       | La Mort de Marat II                                  | Óleo sobre tela                   | 153x148       | 1907      | Munchmuseet, Oslo, Noruega                  |
|       | Autorretrato na Clínica                           | Autoportrait à la clinique                           | Óleo sobre tela                   | 100×110       | 1909      | Kunstmuseum, Noruega (Coleção Rasmus Meyer) |
|       | Autorretrato com Chapéu e Gravata Vermelha        | Autoportrait avec chapeau et cravate rouge           | Óleo sobre tela                   |               | c. 1915   | Munchmuseet, Oslo, Noruega                  |
|       | Autorretrato com Chapéu e Casaco                  | Autoportrait avec chapeau et manteau                 | Óleo sobre tela                   |               | c. 1915   | Munchmuseet, Oslo, Noruega                  |
|       | Autorretrato contra fundo amarelo                 | Autoportrait sur fond jaune                          | Óleo sobre tela                   |               | 1915      | Munchmuseet, Oslo, Noruega                  |
|       | Autorretrato com chapéu e sobretudo               | Autoportrait avec chapeau et pardessus               | Óleo sobre tela                   |               | 1915      | Munchmuseet, Oslo, Noruega                  |
|       | Autorretrato em Bergen                            | Autoportrait à Bergen                                | Óleo sobre tela                   |               | 1916      | Munchmuseet, Oslo, Noruega                  |
|       | Homem sentado (possivelmente um autorretrato)     | Homme assis (peut-être un autoportrait)              | Óleo sobre tela                   |               | 1918      | Localização desconhecida                    |
|       | Autorretrato com a Gripe Espanhola                | Autoportrait avec la grippe espagnole                | Óleo sobre tela                   |               | 1919      | Behnhaus, Lübeck, Alemanha                  |
|       | Autorretrato com a Gripe Espanhola                | Autoportrait avec la grippe espagnole                | Óleo sobre tela                   | 150x131       | 1919      | Galeria Nacional da Noruega, Noruega        |
|       | Autorretrato após a gripe espanhola               | Autoportrait après la grippe espagnole               | Óleo sobre tela                   | 150,5x131     | 1919      | Munchmuseet, Oslo, Noruega                  |
|       | O artista e seu modelo. Jelousy Motivo            | L'artiste et son modèle. Thème de la jalousie        | Óleo sobre tela                   |               | 1920-1921 | Munchmuseet, Oslo, Noruega                  |
|       | Autorretrato. O Andarilho da Noite                | Autoportrait. Le promeneur nocturne                  | Óleo sobre tela                   |               | 1923-1924 | Munchmuseet, Oslo, Noruega                  |
|       | Autorretrato na mesa de casamento                 | Autoportrait à la table de la noce                   | Óleo sobre tela                   |               | 1925-1926 | Munchmuseet, Oslo, Noruega                  |
|       | Autorretrato na mesa de casamento                 | Autoportrait à la table de la noce                   | Óleo sobre tela                   |               | 1925-1926 | Munchmuseet, Oslo, Noruega                  |
|       | Autorretrato com a mão no bolso                   | Autoportrait avec la main dans la poche              | Óleo sobre tela                   |               | 1925-1926 | Munchmuseet, Oslo, Noruega                  |
|       | Autorretrato com cães                             | Autoportait avec chiens                              | Óleo sobre tela                   |               | 1925-1926 | Pola Museum of Art, Hakone, Japão           |
|       | Autorretrato com paleta                           | Autoportrait avec palette                            | Óleo sobre no painel de madeira   |               | 1926      | Coleção privada                             |
|       | Autorretrato com olho ferido                      | Autoportrait avec l'œil blessé                       | Óleo sobre tela                   |               | c. 1930   | Munchmuseet, Oslo, Noruega                  |
|       | Autorretrato na varanda de vidro                  | Autoportrait à la véranda vitrée (M242)              | Óleo sobre tela                   |               | 1930-1933 | Munchmuseet, Oslo, Noruega                  |
|       | Autorretrato na varanda de vidro                  | Autoportrait à la véranda vitrée (M245)              | Óleo e lápis no painel de madeira |               | 1930-1933 | Munchmuseet, Oslo, Noruega                  |
|       | Autorretrato na varanda de vidro                  | Autoportrait à la véranda vitrée (M446)              | Óleo sobre tela                   |               | 1930-1933 | Munchmuseet, Oslo, Noruega                  |
|       | Autorretrato com garrafas                         | Autoportrait avec bouteilles                         | Óleo sobre tela                   |               | 1938 (?)  | Munchmuseet, Oslo, Noruega                  |
|       | Autorretrato na janela                            | Autoportrait à la fenêtre                            | Óleo sobre tela                   |               | c. 1940   | Munchmuseet, Oslo, Noruega                  |
|       | Autorretrato, com uma cabeça de bacalhau no prato | Autoportrait avec une tête de morue sur une assiette | Óleo sobre tela                   | 45.5x55       | 1940-1942 | Munchmuseet, Oslo, Noruega                  |
|       | Autorretrato no jardim, Ekely                     | Autoportrait sans le jardin à Ekely                  | Óleo sobre tela                   | 80x60         | 1942      | Munchmuseet, Oslo, Noruega                  |
|       | Autorretrato                                      | Autoportrait                                         | Óleo sobre tela                   |               | 1940-1943 | Munchmuseet, Oslo, Noruega                  |
|       | Autorretrato entre o relógio e a cama             | Autoportrait entre la pendule et le lit              | Óleo sobre tela                   | 149x120       | 1940-1943 | Munchmuseet, Oslo, Noruega                  |
|       | Autorretrato com pastel stick                     |                                                      | Óleo sobre tela                   |               | 1943      | Munchmuseet, Oslo, Noruega                  |